# Dryandrahonungsfågel
Dryandrahonungsfågel (Anthochaera lunulata) är en fågel i familjen honungsfåglar inom ordningen tättingar.

## Utseende och läte
Dryandrahonungsfågel är en medelstor till stor medlem familjen. Fjäderdräkten är genomgående gråbrun med tunna vita streck. I flykten syns ljusa spetsar på stjärtpennorna och kastanjebrunt i handpennorna. Den skiljs lätt från rödflikig honungsfågel genom avsaknad av skära hudfliker under ögat och gult på nedre delen av buken. Arten är ljudlig, med grova, högljudda och skriande läten.

## Utbredning och systematik
Fågeln förekommer i sydvästra Western Australia. Den behandlas som monotypisk, det vill säga att den inte delas in i några underarter.

## Levnadssätt
Dryandrahonungsfågeln hittas i buskmarker och torra kustnära skogar. Den hittas ofta nära blommande Banksia, där den typiskt är mycket aktiv och ljudlig. 

## Status och hot
Arten har ett stort utbredningsområde och tros öka i antal. Internationella naturvårdsunionen IUCN listar den därför som livskraftig (LC).

## Namn
Fågelns svenska namn syftar på proteaväxtsläktet Dryandra, vars blommors nektar utgör en huvudsaklig föda för arten.